# Euphyia actinipha
Euphyia actinipha är en fjärilsart som beskrevs av Oswald Beltram Lower 1902. Euphyia actinipha ingår i släktet Euphyia och familjen mätare. Inga underarter finns listade i Catalogue of Life.